# Castillo de Turbena
El castillo de Turbena fue un castillo medieval cuyos restos se encuentran situados en el término del municipio español de Bardallur en la provincia de Zaragoza.

## Reseña
Se encuentra situado sobre una meseta a las afueras de la localidad de Bardallur, en el despoblado medieval de Turbena, donde queda también la ermita románica de San Bartolomé, del siglo XII. Se trata de un castillo de origen califal construido en tapial con relleno de piedra, del que sólo quedan escombros. Se pueden apreciar los nacimientos de dos torres, una circular y otra rectangular, una en cada uno de los extremos del recinto ovalado de unos treinta metros de eje.
Turbena quedó despoblada a finales del siglo XV.

## Catalogación
El Castillo de Turbena está incluido dentro de la relación de castillos considerados Bienes de Interés Cultural en virtud de lo dispuesto en la disposición adicional segunda de la Ley 3/1999, de 10 de marzo, del Patrimonio Cultural Aragonés. Este listado fue publicado en el Boletín Oficial de Aragón del día 22 de mayo de 2006.